# Se stasera siamo qui
Se stasera siamo qui (titolo originale At a Time Like This) è un romanzo della scrittrice irlandese Catherine Dunne pubblicato in Italia da Guanda nel 2008.
La storia, ambientata in Irlanda, narra l'amicizia di quattro donne (Claire, Georgie, Maggie e Nora) che si sono conosciute all'università di Dublino, il Trinity College, e da venticinque anni condividono gioie e dolori.